# Torwadynastie
De Torwadynastie ontstond na de val van het koninkrijk van Groot Zimbabwe in de 16e en 17e eeuw, naar alle waarschijnlijkheid gesticht door de legendarische Dlembeu.
De Torwadynastie had haar hoofdstad in de stad Khami van 1450 tot 1683. De nieuwe cultuur in Khami ontwikkelde dezelfde bouwtechnieken en pottenbakkersstijlen, zoals die ook gevonden zijn in de ruïnes van Groot Zimbabwe. De metselaars van Khami bleven de bouwtechnieken van Groot Zimbabwe perfectioneren.
In de ruïnes van Khami zijn veel archeologische artefacten gevonden, zoals rituele drinkbekers, ijzeren en bronzen wapens en spirituele stukken van ivoor. Artefacten uit Europa en China tonen aan dat Khami een belangrijk handelscentrum was.
Gedurende deze periode arriveerden ook de eerste Europeanen. De eerste bekende Europese bezoeker was Antonio Fernandes, een Portugese degredado (dit waren veroordeelde misdadigers die de vrijheid kregen indien ze deelnamen aan gevaarlijke expedities), die het plateau van Zimbabwe bereikte in 1513.
Voorheen was er altijd een bepaalde Arabische invloed geweest, met name door handel, maar de Arabieren raakten in conflict met de Portugezen vanwege strijdige commerciële belangen en religie.
Na 1670 ontstond er een nieuwe macht op het plateau van Zimbabwe, die werd geleid door een militaire Shonaleider, die Changamire werd genoemd. Zijn aanhangers, bekend als de Rozwi, wierpen de Torwadynastie omver. Verder verdreven ze de Portugezen in 1693 van het plateau van Zimbabwe, waarop ze het Rozwi Imperium vestigden.